# Лейтан ди Барруш, Жозе
Жозе́ Ле́йтан ди Ба́рруш (порт. José Leitão de Barros, 22 октября 1896, Лиссабон — 29 июня 1967, там же) — португальский кинорежиссёр-документалист, классик национального кино. Выступал также как актёр, писатель, журналист, художник, историк искусства.

## Биография
Окончил Лиссабонский университет. Преподавал рисование, математику, архитектуру. Был организатором многих издательских, выставочных и других культурных начинаний в Португалии.

## Творчество
Один из пионеров документального кино: его лента Мария c Моря (1930) впрямую следует за документальными драмами Роберта Флаэрти «Нанук с Севера» (1922) и «Моана южных морей» (1926). A Severa (1931) — первый звуковой фильм в португальском кино. Снял также документальную биографическую ленту о Камоэнсе (1946).

## Фильмография
- Mal de Espanha (1918)
- O Homem dos Olhos Tortos (1918, не завершен)
- Malmequer (1918)
- Sidónio Pais — Proclamação do Presidente da República (1918), не сохранился)
- Festas da Curia (1927)
- Nazaré, Praia de Pescadores (1929, вторая часть не сохранилась)
- Lisboa (Лиссабон) (1930)
- Maria do Mar (Мария с моря) (1930)
- A Severa (Севера) (1931, биографический фильм по пьесе Жулиу Данташа о первой знаменитой исполнительнице фаду Марии Севере)
- As Pupilas do Senhor Reitor (1935, по роману Жулиу Диниша)
- Bocage (1936)
- Las Tres Gracias (Три грации) (1936)
- Maria Papoila (1937)
- Legião Portuguesa (1937)
- Mocidade Portuguesa (1937)
- Varanda dos Rouxinóis (1939)
- A Pesca do Atum (1939)
- Ala-Arriba!  (1942, премия Венецианской биеннале)
- A Póvoa de Varzim (Повуа-ди-Варзин) (1942)
- Inês de Castro (Инес де Кастро) (1944)
- Camões (1946, фильм о жизни и деяниях великого поэта Луиша де Камоэнса)
- Vendaval Maravilhoso (Чудесный ураган) (1949, биографический фильм о бразильском поэте Кастру Алвише, в роли его возлюбленной Эужении — Амалия Родригиш)
- Comemorações Henriquinas (1960)
- A Ponte da Arrábida Sobre o Rio Douro (1961)
- Escolas de Portugal (1962)
- A Ponte Salazar Sobre o Rio Tejo (1966)

## Признание
Командор Ордена Сантьяго (1935). Великий офицер Ордена Христа (1941).